# 小コーカサス山脈
小コーカサス山脈（しょうコーカサスさんみゃく、Lesser Caucasus）はコーカサス山脈を構成する2つの山脈のうちの2番の山脈で、大コーカサス山脈の南側に位置する。西部は東アナトリア高原に連続している。標高4,090メートルのアラガツ山が最高峰であるが、アララト山(5,137m)を含める場合はその山が最高峰である。